# Onda Cero
Onda Cero é a segunda cadeia generalista de rádio espanhola em número de ouvintes segundo pesquisa de 2011 do instituto espanhol Estudio General de Medios (EGM). Tem 220 emissoras e forma parte do Grupo Antena 3. Seu presidente atual é Javier González Ferrari.

## História
A rede surge da fusão entre as frequências da Radio Amanecer, adquirida pela Organização Nacional de Cegos Espanhois (ONCE) em 1989, e as frequência da Cadena Rato, que foram compradas pela mesma empresa em 2 de abril de 1990. Em 26 de novembro de 1990, às seis horas da manhã, na rua Diego de Velázquez, número 54, em Madrid, e com a voz da radialista Ángela Bodega, nascia uma rede de emissoras radiofônicas que propunha como valores a pluralidade de opiniões e a ética.
A rede Onda Cero foi propriedade da ONCE até 1999, quando a empresa Telefónica adquiria a cadeia radiofônica. Ao associá-la à Antena 3 criou o grupo de comunicação do mesmo nome, Grupo Antena 3. Atualmente este grupo, e portanto a Onda Cero, cotiza em bolsas financieiras e seu proprietário majoritário é o Grupo Planeta. A Telefónica abandanou o grupo por incompatibilidade com a participação que mantinha em outras empresas.

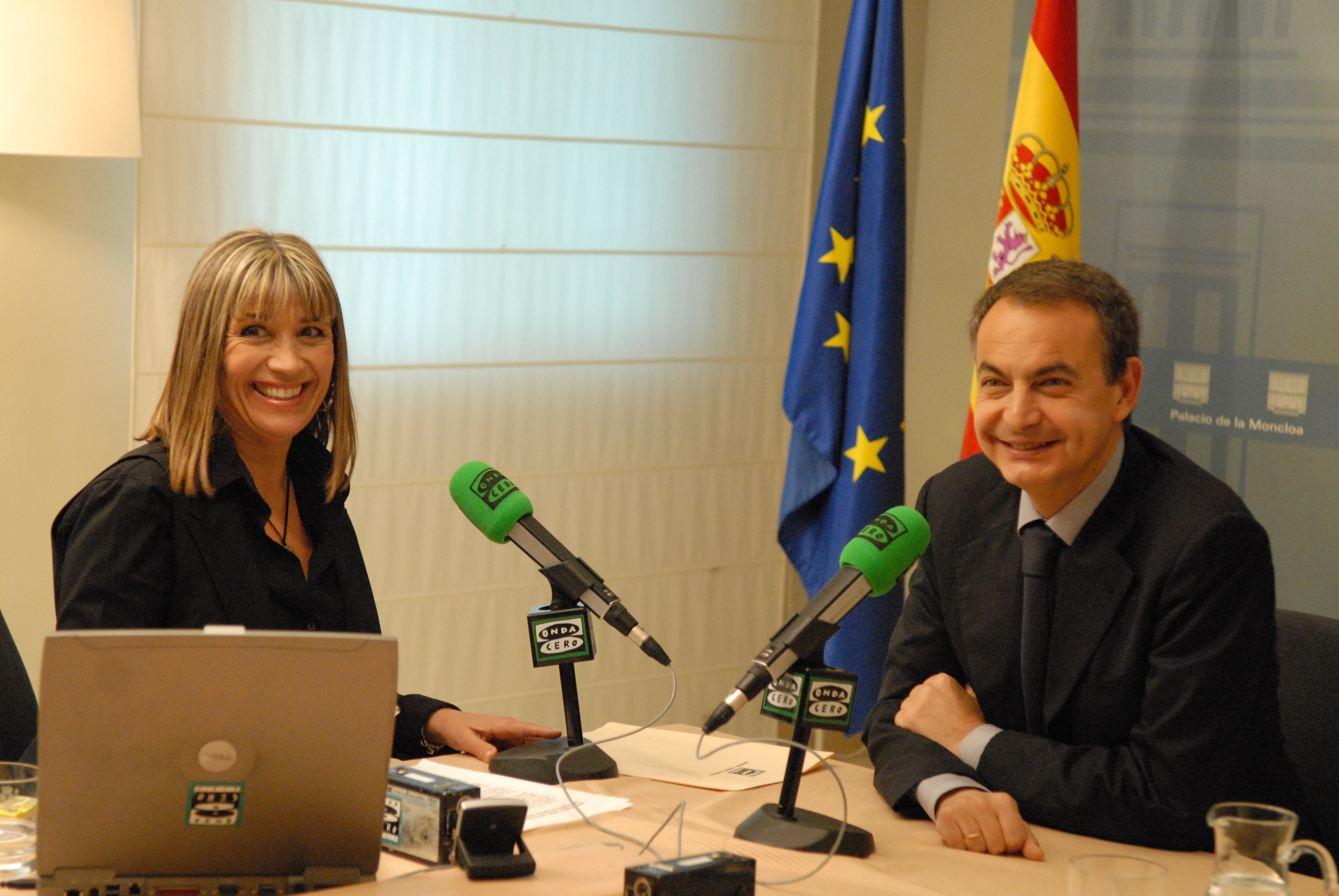
Julia Otero entrevistando o ex-presidente espanhol José Luis Rodríguez Zapatero en seu programa Julia en la onda, da rádio Onda Cero.

## Programas e apresentadores
- Herrera en la onda, apresentado por Carlos Herrera Crusset.
- Julia en la onda, apresentado por Julia Otero.
- La brújula, apresentado por Carlos Alsina Álvarez.
- Noticias mediodía, apresentado por Elena Gijón.
- La rosa de los vientos, apresentado por Bruno Cardeñosa.
- Al primer toque, apresentado por Ángel Rodríguez.
- No son horas, apresentado por José Luis Salas.
- Te doy mi palabra, apresentado por Isabel Gemio.
- Radioestadio, apresentado por Javier Ares e Javier Ruiz-Taboada.
- Radioestadio del Motor, apresentado por Rafael Fernández Martín.
- Gente viajera, apresentado por Esther Eiros.
- Partiendo de cero, apresentado por Paco de León
- Como el perro y el gato, apresentado por Carlos Rodríguez.
- La parroquia del Monaguillo, apresentado por Sergio Fernández Romero.
- En buenas manos, apresentado por Bartolomé Beltrán.
- Noticias Fin de Semana, apresentado por Juan Diego Guerrero.
- Gente de Madrid
- Tu ciudad en la Onda.
- Onda deportiva.
- Voz corporativa: Paco de León